# Février 1832

## Événements
- Ouverture de la Conférence de Constantinople.

- 1er février, France : la police évente le complot dit « de la rue des Prouvaires » : à l'occasion d'un bal aux Tuileries, les conjurés légitimistes voulaient capturer le roi et la famille royale et proclamer Henri V.

- 7 février, France : en riposte à l’occupation de Bologne par les Autrichiens à la demande du légat pontifical, la France envoie le vaisseau Suffren et deux frégates transportant 1 100 hommes du 66e de ligne à Ancône, dans les États pontificaux. Les troupes françaises occuperont la ville jusqu’au départ des Autrichiens de Bologne en 1839.
  - Chateaubriand est nommé, avec Berryer, le maréchal Victor, Pastoret, Fitz-James et Hyde de Neuville, membre du "gouvernement secret", sorte de Conseil de régence constitué par la duchesse de Berry.

- 9 - 10 février, France : dans la nuit, mort d'Ernest de Saxe-Cobourg. Sa mère est venue réveiller Victor Hugo et le supplie de sauver son fils. Plus tard, elle accusera follement Victor Hugo d'avoir tué celui-ci.

- 10 février : création en Russie d’une catégorie individuelle ou héréditaire de « bourgeois de marque ».

- 12 février : l'épidémie de choléra commence à Londres.

- 19 février, France : première victime de l'épidémie de choléra qui prend une ampleur exceptionnelle à partir du 29 mars et tue plus de dix-huit mille cinq cents Parisiens jusqu'au 1er octobre.

- 20 février, France : Tocqueville et Beaumont embarquent pour la France à New York sur le Henri-IV.

- 21 février, France : Vivien préfet de police. Il quitte en septembre.

- 22 février :
  - Le capitaine de vaisseau Gallois parti sur une frégate avec le 66e régiment de ligne débarque à Ancône le 22 de nuit à 2 H du matin. Investissement d'Ancône. La ville et la citadelle sont occupées par la France. Il s'agit de faire pièce à l'intervention de l'Autriche.
  - Belgique : appel d'offres du gouvernement belge pour la construction d'une ligne de chemin de fer à vapeur pour voyageurs à partir de Bruxelles.

- 26 février :
  - France : premier concert de Frédéric Chopin à Paris.
  - les Polonais perdent leur statut d’autonomie datant d’Alexandre Ier de Russie : le statut organique de Nicolas Ier de Russie abolit la Constitution et l’armée polonaises. Répression en Pologne et dans les provinces occidentales de l’Empire russe. Confiscations et déportations.

## Naissances
- 14 février : William Stimpson (mort en 1872), naturaliste américain.